# Uuslinn

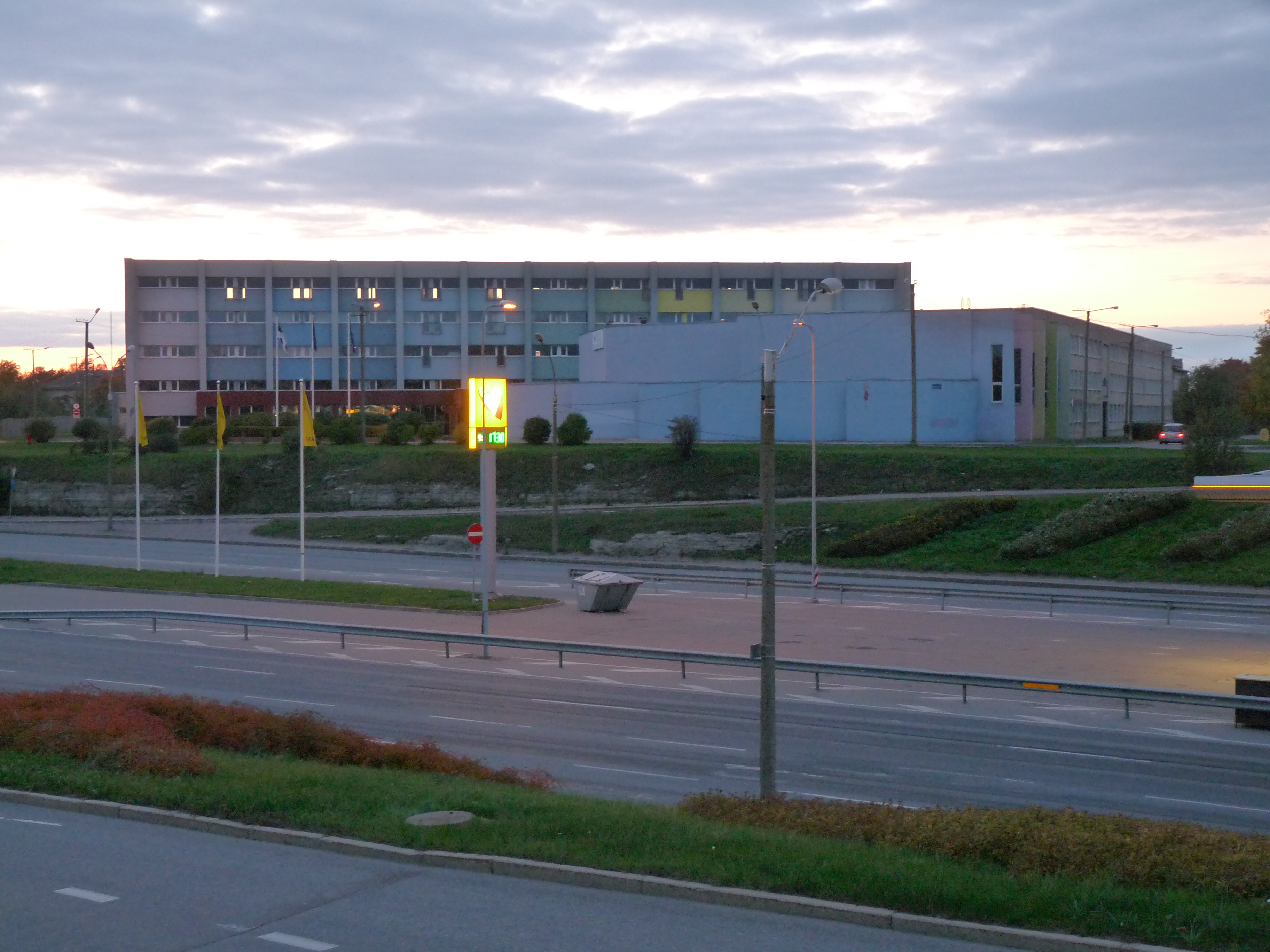
Lasnamäes mekaniska yrkesskola i Uuslinn.

Uuslinn, ("Nya staden"), är en stadsdel i Estlands huvudstad Tallinn, belägen i Lasnamäedistriktet i stadens östra del. Befolkningen uppgick till 381 personer i januari 2017. I Uuslinn finns bland annat huvudkontoret för Estlands sjöfartsmyndighet och en yrkesskola för mekaniker.

## Historia
I området anlades 1796 en flottbas för Kejserliga ryska flottan. Av det ursprungliga tjugotalet byggnader är det endast huvudbyggnaden som återstår och denna är ett skyddat kulturminne. För flottbasens räkning uppfördes även en vattenreservoar och en pumpstation, då Ülemistesjöns vatten var otillräckligt som vattentäkt. På grund av de trånga och ohygieniska förhållandena i barackerna var det vanligt med sjukdomar, och förläggningen övergavs under 1830-talet. De flesta byggnaderna revs och såldes som byggmaterial.
I området anlades 1806 ett fyrtorn, som senare byggdes ut 1839. 1842 anlades ett gjuteri.